# À la recherche de Saint Aquin
À la recherche de Saint Aquin (titre original : The quest for saint Aquin) est une nouvelle de science-fiction d'Anthony Boucher.

## Parutions

### Parutions aux États-Unis
La nouvelle est parue initialement aux États-Unis dans New tales of space and time en novembre 1951.
Elle a aussi été publiée dans l'édition américaine de Autres dieux, autres mondes (1971).
Elle a par la suite été publiée à de nombreuses reprises dans divers recueils ou anthologies.

### Parutions en France
La nouvelle a été initialement publiée en 1960 dans Fiction n°78, en 1960, sous le titre Dialogue avec le robot
Par la suite la nouvelle a été publiée en France en 1974 dans l'anthologie Histoires de robots (rééditions en 1976, 1978, 1984, 1986 et 1997).

### Parutions dans d'autres pays
La nouvelle a été publiée :
- en 1977, en néerlandais, sous le titre Op Zoek naar Sint-Aquinus [5],
- en 1981, en allemand, sous le titre Auf den Spuren des hl. Aquin [6],
- en 2014, en italien, sous le titre In cerca di Sant'Aquino [7].

## Résumé
Sur une planète Terre post-apocalyptique dirigée par la Technarchie et où la foi semble avoir presque disparu, Thomas, un prêtre, se voit confier par le pape lui-même la mission d'aller retrouver les restes d'un saint légendaire, Aquin. Le pape lui adjoint un âne-robot doué de parole. 
Durant le trajet, Thomas débat âprement de théologie avec le robâne. En cours de route, ils se font attaquer : le robâne est volé, et Thomas est dépouillé de son maigre pécule. Il est aidé par un juif, qui l'aide à récupérer le robâne et qui lui indique les coordonnées de saint Aquin. Lorsque Thomas et le robâne trouvent la cabane de l'ermite, ce dernier est mort, mais parfaitement conservé, signe apparent de sainteté. Mais en fait, le saint était un androïde qui avait fini par tomber en panne ! 
Le robâne en conclut que les machines sont saintes par nature mais Thomas le contredit : c'est la preuve que toute chose peut produire la sainteté, mais que celle-ci doit prendre une forme humaine ; et donc que les machines sont sujettes à l'Église, comme les humains. Pour Thomas, le fait qu'un androïde ait pu mener une vie de saint est le signe que la sainteté existe et est accessible. Renversant la proposition de saint Thomas d'Aquin (je crois parce que ce n'est pas raisonnable), il pense que la foi peut découler de la rationalité robotique.